# Espanya al Festival de la Cançó d'Eurovisió 2012
| Edició                   | 2012                                                |
| Televisio(ns) implicades | TVE                                                 |
| Nom de la preselecció    | Per determinar.                                     |
| Dates                    | 20 de febrer de 2012.                               |
| Format                   | Elecció interna de l'artista i pública de la cançó. |
| Presentadors             | Per determinar.                                     |
| Nombre de participants   | 1                                                   |

La televisió pública espanyola va anunciar que aquest cop optaria per una elecció interna, i va donar a conèixer el nom de l'artista escollida. La cançó, però, es triarà en preselecció pública televisada.

## Organització
Elecció interna de l'artista. Posteriorment, la cantant escollida interpretarà tres propostes a una gala televisada, on un jurat de l'ens i el televot del públic escolliran al 50% la cançó guanyadora.

La gala per escollir la cançó està prevista pel 20 de febrer de 2012.

## Candidats
El 21 de desembre de 2011 TVE va anunciar públicament a la seva programació que l'artista escollida per representar el país al Festival de 2012 era Pastora Soler.